# Ткачик західний
Тка́чик західний (Ploceus nigerrimus) — вид горобцеподібних птахів ткачикових (Ploceidae). Мешкає в Західній і Центральній Африці.

## Опис

Західний ткачик біля гнізда

Довжина птаха становить 15-17 см, вага 21-44 г. Самці номінативного підвиду мають повністю чорне забарвлення, у самців підвиду P. n. castaneofuscus спина, надхвістя і живіт каштанові. Очі жовтуваті, дзьоб чорний, лапи сіруваті або коричневі. Самиці і молоді птахи мають темно-оливково-зелене забарвлення, поцятковане темними смужками, груди і боки у них оливкові, решта нимжньої частини тіла жовтувата. У молодих птахів очі темні.

## Підвиди
Виділяють два підвиди:
- P. n. castaneofuscus Lesson, R, 1840 — Гамбія, від Сьєрра-Леоне до Нігерії;
- P. n. nigerrimus Vieillot, 1819 — від південно-східної Нігерії до Південного Судану, Уганди, західної Кенії, західної Танзанії, півдня ДР Конго і Анголи.

Деякі дослідники класифікують підвид P. n. castaneofuscus як окремий вид Ploceus castaneofuscus.

## Поширення і екологія
Західні ткачики мешкають в Гамбії, Гвінеї-Бісау, Гвінеї, Сьєрра-Леоне, Ліберії, Кот-д'Івуарі, Гані, Того, Беніні, Нігерії, Камеруні, Центральноафриканській Республіці, Південному Судані, Демократичній Республіці Конго, Республіці Конго, Уганді, Руанді, Бурунді, Кенії, Танзанії, Габоні, Екваторіальній Гвінеї і Анголі. Вони живуть у вологих і сухих тропічних лісах, на узліссях і галявинах, вв саванах і садах. Живляться комахами, насінням, плодами і нектаром. Західні ткачики є полігамними, на одного самця припадає кілька самиць. Гніздяться колоніями.